# Livre rouge de Russie

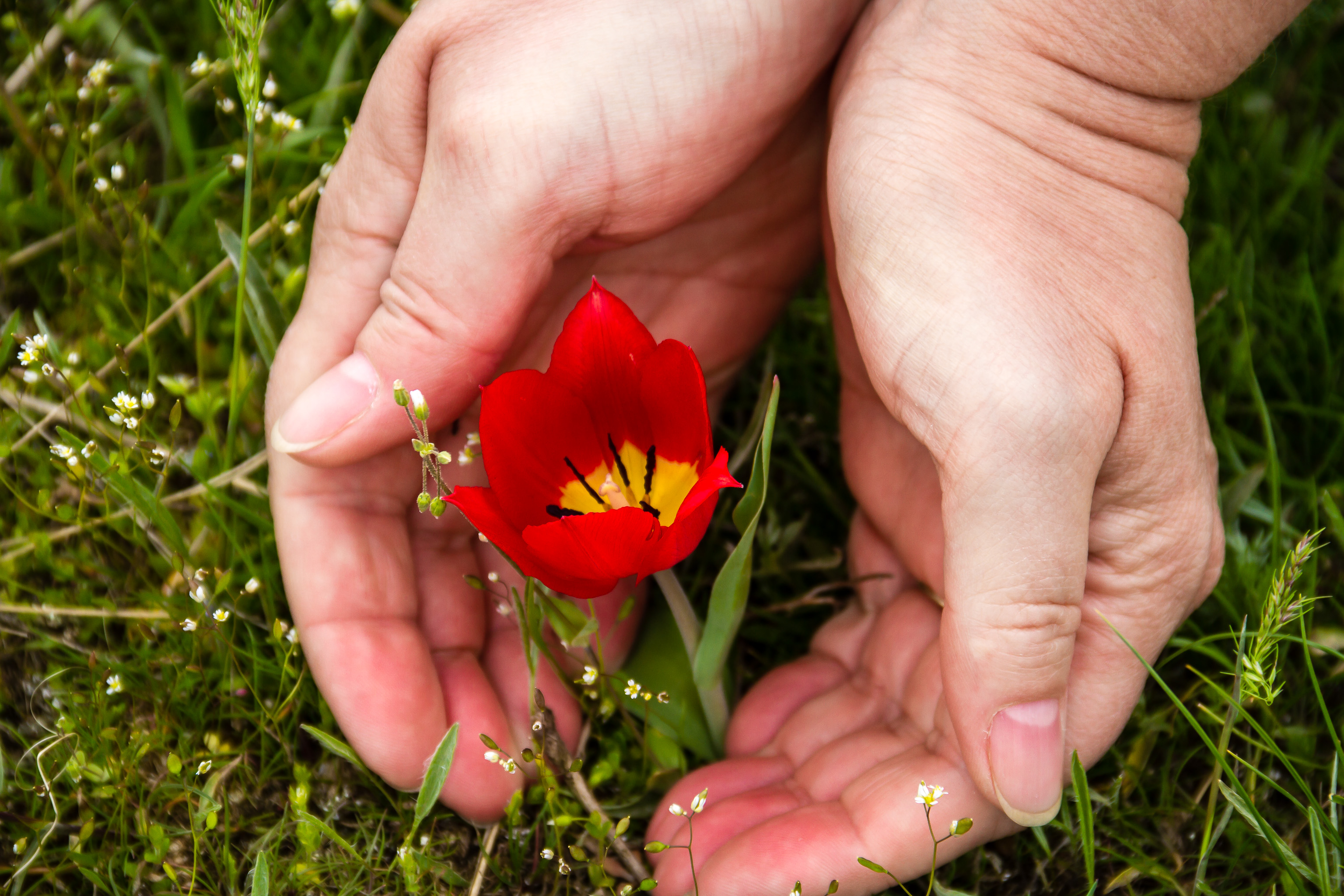
Tulipe dans les steppes de Kalmykie sur le territoire de la réserve naturelle de biosphère de l'État « Terre noire »

Le livre rouge de Russie (en russe : Красная книга России) est une liste officielle d'espèces menacées ou en danger d'extinction parmi les animaux, les plantes ou les champignons de Russie. Le même système a été adopté par les pays de la CEI.

## Livre rouge de la fédération de Russie
Lorsque la fédération de Russie est née en 1991, impliquant des réformes au sein de toutes les administrations d'État, la question s'est posée de répertorier et publier selon de nouvelles bases les espèces menacées. À partir de l'ancien livre rouge de la république socialiste fédérative soviétique de Russie (édité entre 1961 et 1964), le ministère de l'écologie a mis en chantier un travail important de recensement et de qualification, malgré le changement de personnel survenu entre 1992 et 1995. Une commission a été nommée en 1992 pour cataloguer les espèces rares ou menacées d'extinction. Six catégories ont été instituées:
- Catégorie 0 probablement éteintes: espèces disparues en Russie classées par taxons et populations et qui étaient autrefois présentes dans le pays. Les invertébrés sont pris en compte depuis cent ans et les vertébrés depuis cinquante ans.
- Catégorie 1 en danger: espèces en danger d'extinction en Russie, les taxons ou populations étant tellement réduits que leur survie dans le pays est critique.
- Catégorie 2 en diminution critique: espèces menacées d'extinction en Russie pouvant, compte tenu de leur faible nombre, tomber dans la catégorie 1.
- Catégorie 3 rares: espèces rares en Russie selon leur nombre et leur habitat réduit.
- Catégorie 4 statut incertain: espèces qui peuvent tomber dans les catégories précédentes, mais qui n'ont pas atteint un seuil critique.
- Catégorie 5 réhabilitées ou en voie de réhabilitation: espèces qui, en fonction de mesures prises, sont de nouveau en augmentation par le nombre ou l'habitat et ne nécessitent plus de mesures urgentes.

La loi fédérale du 22 mars 1995 de l'Assemblée fédérale de la fédération de Russie intitulée « À propos du monde animal » règlemente de nouveau la publication du livre rouge et cela aboutit à un décret du gouvernement russe du 19 février 1996, no 158, qui déclare solennellement que le livre rouge est le seul document officiel cataloguant et localisant les espèces rares et menacées et les mesures à prendre.
La première édition complète a vu le jour en l'an 2001 comportant 860 pages de texte avec des illustrations en couleur et des cartes. Huit espèces d'amphibiens, 21 espèces de reptiles, 128 espèces d'oiseaux, et 74 espèces de mammifères sont notamment prises en compte.

## Livres rouges régionaux
C'est à partir des années 1980 que toutes les républiques, les kraïs, districts, oblasts, régions autonomes, etc. de l'URSS ont édité leur propre livre rouge. Le Caucase, l'Altaï, l'Extrême-Orient russe et quelques régions d'Asie centrale publient des catalogues qui ont une signification particulière en fonction du grand nombre d'espèces endémiques qui s'y trouvent. Ils sont édités entre les années 1990 et 2000. 
Le livre rouge du kraï de l'Altaï paraît en 1994, celui de la république de l'Altaï en 1996 et en 2007, celui de l'oblast d'Arkhangelsk en 1995 et en 2008, celui de la Bachkirie en 1984, 1987 et 2002, celui de l'oblast de Belgorod en 2004, celui de Bouriatie en 1988, celui de Carélie en 1985, 1995 et 2008, celui de la république de Carélie en 1985, celui de la république du Daghestan en 1999, celui de la Iakoutie en l'an 2000, celui de l'oblast d'Irkoutsk en 2001, celui de l'oblast autonome juif en 1997 et en 2006, celui de l'oblast de Kaliningrad en 2010, celui de Kabardino-Balkarie en 2000, celui de l'oblast de Kalouga en 2006, celui du kraï du Kamtchatka en 2007, celui de Karatchaïévo-Tcherkessie en 1988, celui du kraï de Khabarovsk en 1997 et 1999, celui de la Khakassie en 2002, celui des Khantys-Mansis en 2003, celui de l'oblast de Kemerovo en 2004, celui de l'oblast de Kostroma en 2010,  celui de la république des Komis en 1996 et 2009, celui de l'oblast de Kourgan en 2002, celui de l'oblast de Koursk en 2001, celui du kraï de Krasnodar en 1994 et 2007, celui du kraï de Krasnoïarsk en 1995,  celui de l'oblast de Léningrad en 2004, celui de l'oblast de Lipetsk en 1997, celui de la république des Maris en 1997, celui de la république de Mordovie en 2003, celui de Moscou en 2001, celui de l'oblast de Moscou en 1998 et 2008, celui de l'oblast de Mourmansk en 2003,, , celui de Nénétsie en 2006, celui de l'oblast de Nijni Novgorod en 2005, celui de l'oblast de Novossibirsk en 2008, celui de l'oblast d'Omsk en 1982 et 2005, celui de l'oblast d'Orenbourg en 1998, celui de l'oblast d'Oriol en 2007, celui d'Ossétie du Nord en 1981,  celui d'Oudmourtie en 2001, celui de l'oblast d'Oulianovsk en 2005, celui de l'oblast de Penza en 2002, celui du kraï de Perm en 2008, celui du Primorié en 2001,  celui de l'oblast de Rostov en 2003, celui de l'oblast de Riazan en 2001, celui de l'oblast de Samara en 2007, celui de Saint-Pétersbourg en 2004, celui de l'oblast de Sakhaline en l'an 2000, celui de l'oblast de Saratov en 1996 et 2006, celui de  l'oblast de Sverdlovsk en 2008,, celui de l'oblast de Smolensk en 1997, celui du kraï de Stavropol en 2002, celui du Tatarstan en 1995, celui de l'oblast de Tver en 2002, celui de l'oblast de Tomsk en 2002, celui de l'oblast de Toula en 2011, celui de l'oblast de Tioumen en 2004, celui de l'oblast de Tcheliabinsk en 2006, celui de la Tchouvachie en 2001 et 2011, celui de la Tchoukotka en 2008, celui de l'oblast de Vladimir en 2008, celui de l'oblast de Volgograd en 2004 pour les animaux en 2006 pour les plantes et les champignons, celui de l'oblast de Vologda en 2005 et celui de l'oblast de Yaroslavl en 2004.